# St. Gertrud (Kraudorf)

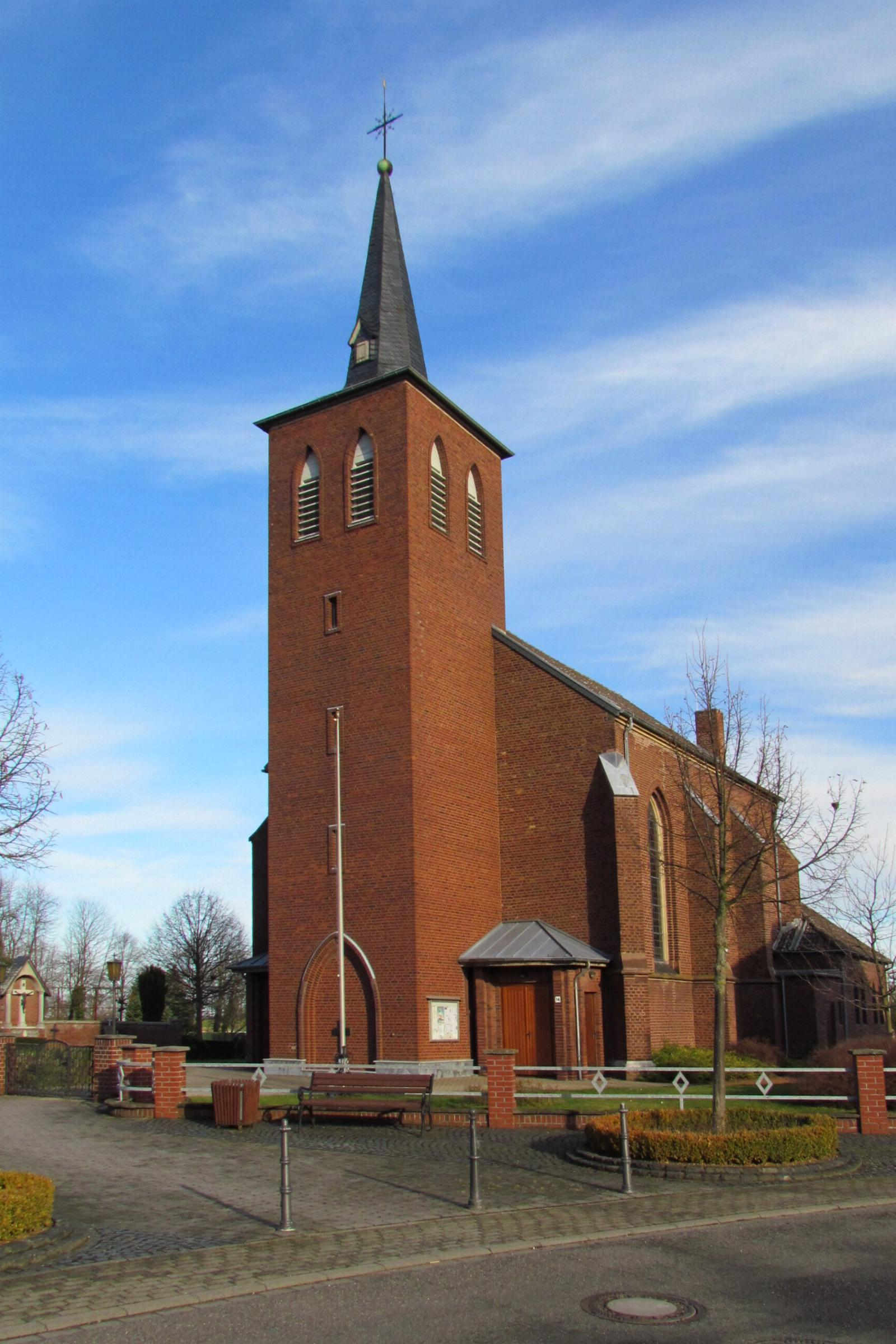

Die römisch-katholische  Kirche St. Gertrud hat ihren Standort im Ortsteil Kraudorf in der Stadt Geilenkirchen in Nordrhein-Westfalen. Sie steht als Baudenkmal unter Denkmalschutz.

## Lage
Die Kirche St. Gertrud steht in der Ortsmitte in Kraudorf 14. Südöstlich schließt der Friedhof an das Kirchengelände an. Das Pfarrhaus liegt in unmittelbarer Nähe.

## Geschichte
Die erste Steinkirche in Kraudorf war vermutlich eine Saalkirche aus dem 10./11. Jahrhundert. Sie wurde später erweitert und erhielt Anfang des 17. Jahrhunderts einen Westturm. 1860 war die Kirche baufällig und der Gottesdienst wurde in die Scheune des Pfarrhauses verlegt. Die Planung für den Neubau stammte von Johannes Burkart aus Aachen. Am 17. Oktober 1867 war die Grundsteinlegung. Beim Bau der neuen Kirche blieb der Westturm erhalten. Am 1. August 1873 war die feierliche Weihe. Im Januar 1945 wurde der Kirchturm gesprengt und die Kirche durch Granatbeschuss zerstört. 1950/51 wurde sie nach dem Plan von Architekt Fritz van Well aus Randerath wieder aufgebaut. Am 8. April 1951 wurde der Altar geweiht.

## Architektur
Bei der Kirche handelt es sich um eine Backsteinhallenkirche in drei Jochen, Kreuzrippengewölbe im breiten Haupt- und den schmalen Seitenschiffen. Hinter dem Triumphbogen das Chorjoch und fünfseitiger Chor. Kirche und Chor besitzen Spitzbogenfenster. Der viergeschossige, glatte Westturm ist vorgebaut und trägt eine achtseitige Haube. An der südlichen Chorwand ist die Sakristei vorgebaut.

## Ausstattung
- Die elektronische Orgel stammt aus dem Jahre 1967 und wurde von der Fa. Dereux gebaut.
- Im Kirchturm befinden sich Glocken aus dem Jahre 1637 und 1953.
- Taufstein in Terrazzo und Kupferhaube aus dem Jahre 1959.
- Buntverglasung[2]